# Majasaari (ö i Norra Savolax, Nordöstra Savolax, lat 63,04, long 28,77)
Majasaari är en ö i Finland.   Den ligger i kommunen Kaavi i den ekonomiska regionen  Nordöstra Savolax ekonomiska region  och landskapet Norra Savolax, i den centrala delen av landet, 400 km nordost om huvudstaden Helsingfors.